# 贝妥莫单抗
贝妥莫单抗（INN：Bectumomab；商品名LymphoScan）是一种用放射性同位素锝99m标记的小鼠单克隆抗体。它可用于检测非霍奇金淋巴瘤。该药物由Immunomedics公司开发。